# 제이미 레드냅
제이미 프랭크 레드냅(영어: Jamie Frank Redknapp, 1974년 11월 16일 ~ )은 1989년부터 2005년까지 활동한 잉글랜드의 은퇴한 축구 선수이다. 현재는 스카이 스포츠와 데일리 메일에서 스포츠 칼럼니스트로 활동하고 있다. 선수 시절 창조적인 기술과 강한 프리킥으로 유명했으며, 본머스, 리버풀, 토트넘 홋스퍼, 사우샘프턴에서 활약하였다. 그 중에서도 그의 커리어 대부분을 차지하는 곳이 리버풀인데, 11시즌 동안 리그에서만 237 경기를 출전했다.
그의 아버지는 현재 축구 감독으로 활약하고 있는 해리 레드냅이며, 형 마크 레드냅은 모델로 활동하고 있다. 그의 아내 루이스 레드냅은 영국의 가수이다. 그의 이종사촌동생은 프랭크 램파드이며, 그의 친척은 프랭크 램파드 시니어이다.

## 수상
리버풀
- FA 컵 우승: 1992
- 리그 컵 우승: 1995
- FA 커뮤니티 실드 우승: 2001
- UEFA 슈퍼컵 우승: 2001